# Renault Trucks
A Renault Trucks a Renault Véhicules Industriels cég jogutódja, az egyik legnagyobb cég a nehézgépjárművek piacán.

## Története

### Története

#### 1894-1909: az úttörő munka időszaka

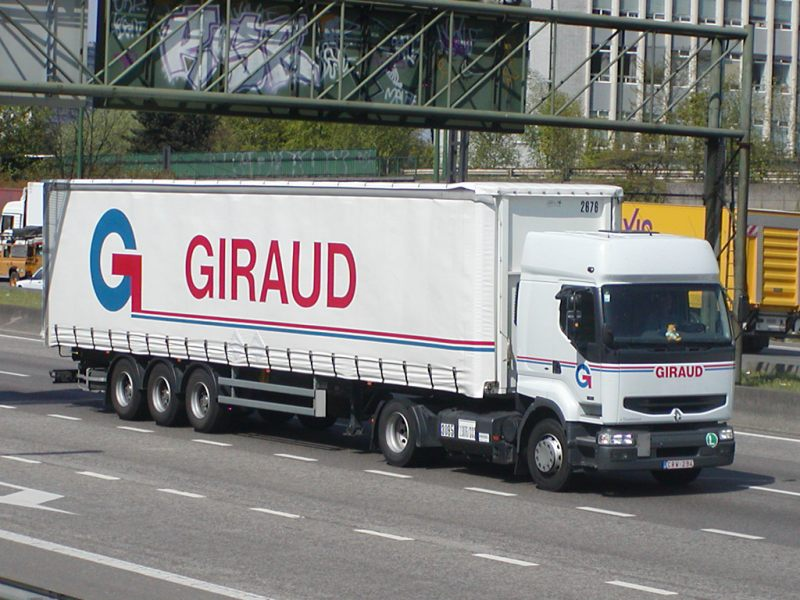
Renault Premium

1894-ben Lyonban Marius Berliet tervezte és gyártotta egyhengeres motorját és elkészítette az első benzines autóját. 1906-ban készítette az első teherautót.
Billancourt-ban, Párizs mellett, 1898-ban Louis Renault tökéletesítette a négysebességes váltót és elkészítette első motoros járművét, egy egynegyed lóerős kisautót. Ő gyártotta az első kisteherautót majd 1900 és 1906 között megalkotta a párizsi autóbuszok elődjét.

#### 1914-1918: Az első tömegtermelés
Berliet-nél naponta 40 CBA teherautót gyártottak a verduni frontra. A Renaultnál 600 taxi járult hozzá a marne-i győzelemhez, és megalapozták a Renault helyét a történelemben.
1917-ben készítették az első modern tankot. Az első 4x4-es teherautót Latil építette.
Ez természetes folytatása volt az 1898-ban kifejlesztett elsőkerék-meghajtásnak.

#### 1919-1928: egyre szerteágazóbb tevékenységek

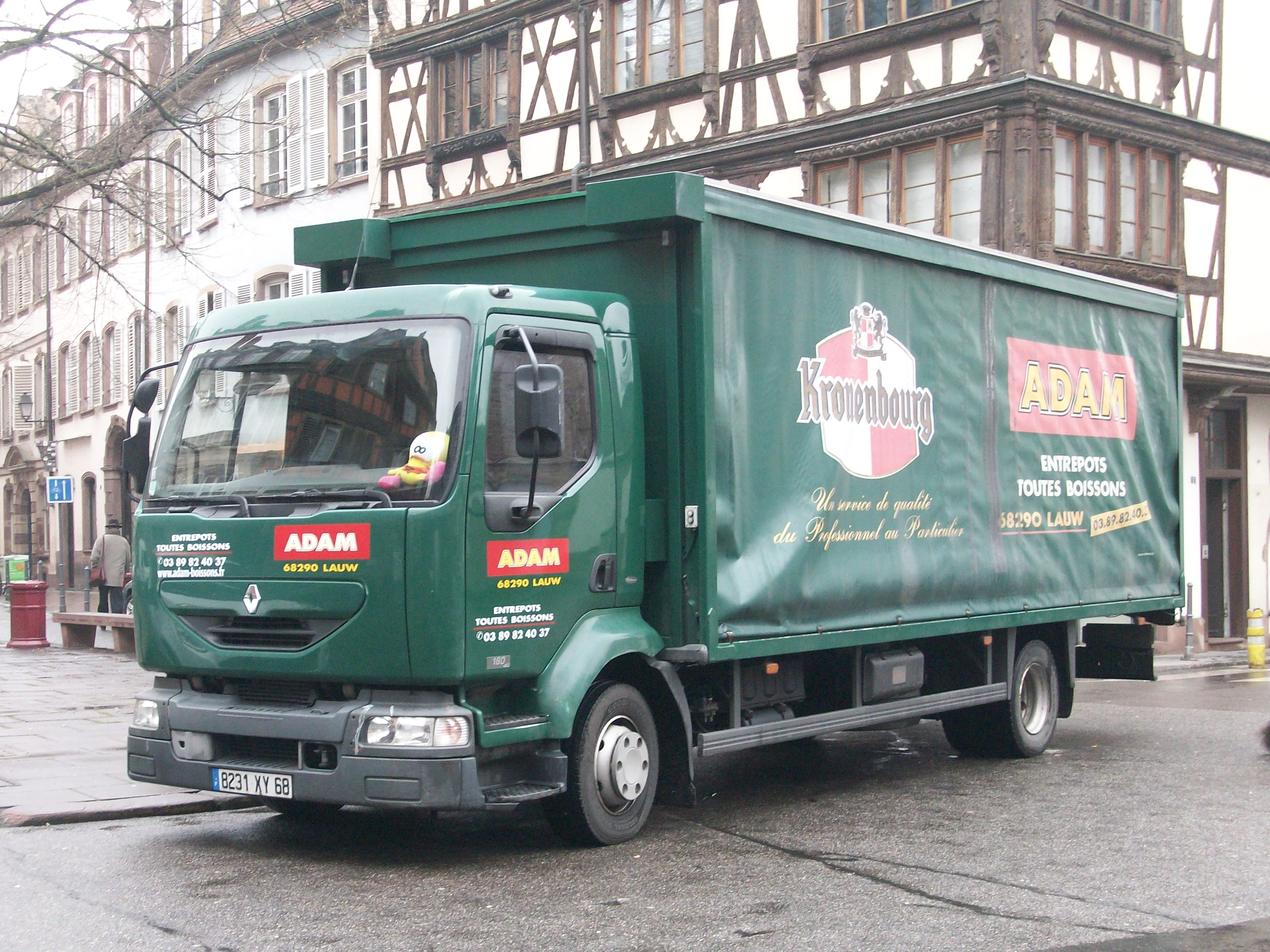
Renault Midlum

Louis Renault és Marius Berliet tehetségükre építve megalapítják első autógyártó vállalatcsoportjukat. Berliet - a francia kormány megrendelése alapján - részt vett a Renault FT17-es tank gyártásában is.
1923-ban a Renault volt az első márka, amely országúti nyergesvontatót hozott forgalomba.
Ugyanebben az évben mutatták be az első, fagázzal hajtott motorokat és az első, mind a négy kerekén szervófékkel ellátott vontatót. 1928-ban építettek be először dízelmotort kamionba.

#### 1952-1978: a vállalatcsoport kiépítése
1952 és 1974 között a Laffly, a Rochet Schneider, a Carniva és a Citroën HGV összeolvadt a Berliet-vel. 1957-ben a Berliet legyártotta a T100-t, a világ legnagyobb kamionját.
1955-ben megalakult a Saviem cég, a korábbi Latilból, illetve a Renault és Somua cégek teherautó üzletágából. A Richard Continental 1965-ben csatlakozott, a Sinpar pedig 1975-ben. A Berliet nevű teherautógyártó cég 1974-ben az ekkor már állami tulajdonban lévő Renault-hoz került, ezután 1978-ban a Berliet a Saviem-mel fuzionált, ekkor alakult meg a Renault Véhicules Industriels, a Renault csoport teherautó üzletágaként. 1980 óta pedig a Berliet és Saviem márkák termékei Renault, majd Renault Trucks név alatt jelennek meg.
1983 óta folyamatos haladás, hogy a világ vezető márkájává váljék. A Renault Véhicules Industriels nemzetközi vállalatcsoport kiépítésébe kezdett. Első lépésként a Dodge Europe-t vásárolta meg 1983-ban, majd a jónevű amerikai Mack márkát 1990-ben.
1992-tőla  Renault Véhicules Industriels Renault V.I. néven él tovább.
2001-ben a Renault V.I. a Volvo-csoport részévé vált.
A cégnév 2002-ben változott Renault Trucks-ra.

## Helye a Volvo csoportban
A Renault Trucks a második legnagyobb cég a Volvo csoporton belül.
A Renault Trucks a Föld 5 kontinensének több, mint 100 országában van jelen. A járművek tervezése és gyártása, valamint az alkatrészek gyártása Franciaországban és Spanyolországban történik.
15 000 főt foglalkoztat világszerte.
1200 eladási és szervizpontot tart fenn több, mint 100 országban. 11 összeszerelő gyára van világszerte, ebből
5 gyártóbázis Európában.
Üzleti célja 2010-ben 100 000 eladott jármű.

## Járművek

### Áruszállítási kínálat
- Renault Master
- Renault Maxity
- Renault Mascott

### Disztribúciós kínálat
- Renault Midlum
- Renault Premium Distribution

### Építőipari kínálat
- Renault Premium Lander
- Renault Kerax

### A Hosszú távú szállítás kínálata
- Renault Premium Route
- Renault Magnum